# 河東田静雄
河東田 静雄（かとうだ しずお、1944年 - ）は、日本のビルマ語翻訳家。
1972年大阪外国語大学ビルマ語科卒業、NHK国際局に入り、ビルマ語番組の制作に従事、1976年から1977年にラングーン大学文学部に留学。

## 翻訳
- 風とともに ルドゥ・ウー・フ[ラ] 井村文化事業社 1982（ビルマ叢書）
- 茶色い犬 ミンヂョー 井村文化事業社 1984（東南アジアブックス）
- サルウィン河の筏乗り ビルマの河に生きる男たち ルドゥウーフラ 新宿書房 1986（双書・アジアの村から町から）
- 初夏霞立つ頃 マァゥン・マァゥン・ピュー 大同生命国際文化基金 1990（アジアの現代文芸）
- 農民ガバ ビルマ人の戦争体験 マァウン・ティン 大同生命国際文化基金 1992（アジアの現代文芸）
- 漁師 チェニイ 大同生命国際文化基金 2007（アジアの現代文芸）

| スタブアイコン | サブスタブ | この項目は、まだ閲覧者の調べものの参照としては役立たない、人物に関連した書きかけの項目です。この項目を加筆・訂正などしてくださる協力者を求めています（P:人物伝/PJ:人物伝）。 |